# Росвайн
Росвайн (нем. Roßwein) — город в Германии, в земле Саксония. Подчинён административному округу Хемниц. Входит в состав района Дёбельн. Подчиняется управлению Росвайн.  Население составляет 6923 человека (на 31 декабря 2010 года). Занимает площадь 29,14 км². Официальный код  —  14 3 75 160.